# 17955 Седранськ
17955 Седранськ (17955 Sedransk) — астероїд головного поясу, відкритий 10 травня 1999 року.
Тіссеранів параметр щодо Юпітера — 3,384.